# Molophilus (Molophilus) obliteratus
Molophilus (Molophilus) obliteratus is een tweevleugelige uit de familie steltmuggen (Limoniidae). De soort komt voor in het Australaziatisch gebied.